# Bruno V. Roels
Bruno V. Roels (°1976) is een Belgische kunstfotograaf die leeft en werkt in Gent.

## Toelichting
Roels verdeelt zijn tijd in fotograferen en schrijven over fotografie. Hij beschouwt het afdrukken van een foto (de omzetting tot een fysiek tastbaar object) als even belangrijk als het fotograferen zelf. De perfecte fotografische afdruk is niet van tel, alle varianten zijn evenwaardig bij hem.

Meerdere tientallen licht gevarieerde fotografische afdrukken plaatst hij, streng geordend, op een ingekaderde drager. Deze varianten zet de fotograaf om tot sequenties. Roels zegt in dit verband: In essentie gebruik ik fotografische technieken die meer dan honderd jaar oud zijn om een nieuw verhaal te vertellen, zoals een dichter taal gebruikt om een haiku te schrijven. 

Deze seriële aanpak verwijst naar de in roosters gepresenteerde beelden van nutsgebouwen van de hand van het fotografenechtpaar Bernd en Hilla Becher. Roels' werk bevindt zich in internationale publieke en particuliere verzamelingen zoals het Milwaukee Art Museum, USA en de New Yorkse Artur Walther Collection.
In het voorjaar van 2018 hield Bruno V. Roels zijn eerste solotentoonstelling in New York, met palmbomen als thema: A Palm Tree Is A Palm Tree Is A Palm Tree in de Howard Greenberg Gallery, een galerij gespecialiseerd in fotografie.

## Publicaties
- I Dreamt An Island, taal: Engels, 2015.